# 2025年の映画
2025年の映画（2025ねんのえいが）では、2025年（令和7年）の映画分野の出来事（動向）について記述する。
2024年の映画 - 2025年の映画 - 2026年の映画

## 映画祭
映画祭の日程
| 日付                                     | 映画祭                 | 主催                                         | 場所                               | 参照  |
| ---------------------------------------- | ---------------------- | -------------------------------------------- | ---------------------------------- | ----- |
| 1月23日 - 2月2日                         | サンダンス映画祭       | Sundance Institute                           | アメリカ合衆国・ユタ州パークシティ | [ 1 ] |
| 1月30日 - 2月9日                         | ロッテルダム国際映画祭 | International Film Festival Rotterdam (IFFR) | オランダ・ロッテルダム             |       |
| 2月13日 - 23日                           | ベルリン国際映画祭     | ベルリン国際映画祭                           | ドイツ・ベルリン                   | [ 2 ] |
| 5月13日 - 24日                           | カンヌ国際映画祭       | カンヌ国際映画祭                             | フランス・カンヌ                   | [ 3 ] |
| 8月27日 - 9月6日                         | ヴェネツィア国際映画祭 | ヴェネツィア・ビエンナーレ                   | イタリア・ヴェニス                 | [ 4 ] |
| 9月4日 - 14日                            | トロント国際映画祭     | トロント国際映画祭                           | カナダ・トロント                   | [ 5 ] |
| 10月27日（月） - 11月5日（水）（10日間） | 東京国際映画祭         | 公益財団法人ユニジャパン                     | 東京・日比谷、有楽町、丸の内周辺   |       |

## 映画賞
映画の賞の受賞者発表や授与式の日程。（日付は現地日付）
- 1月5日 - ゴールデングローブ賞
- 2月16日 - 英国アカデミー賞
- 2月23日 - 全米映画俳優組合賞
- 2月23日 - 金熊賞
- 3月2日 - アカデミー賞
- 5月24日 - パルムドール
- 9月6日 - 金獅子賞

日本国内
- 2月5日 - キネマ旬報ベストテンの各賞。発表は2月5日発売の2月号増刊号[6]。表彰式は2月20日。
- 2月12日 - ブルーリボン賞[7]
- 2月13日 - 毎日映画コンクールの各賞[8]
- 3月14日 - 日本アカデミー賞授賞式（優秀賞および新人俳優賞の発表は2025年1月21日）。

## 周年
- 松竹創立130周年[9][10]
- 6月15日 - スタジオジブリ創立40周年[11][12]
- 『戦艦ポチョムキン』公開100周年[13]
- 『サウンド・オブ・ミュージック』公開60周年[14]
- 『ジョーズ』公開50周年[15]
- 『ロッキー・ホラー・ショー』公開50周年[16]
- 『トイ・ストーリー』公開30周年[17]

## 出来事

### 世界
- 1月5日 - 第82回ゴールデングローブ賞の発表がされ、映画部門の作品賞（ミュージカル・コメディ部門）は『エミリア・ペレス』、作品賞（ドラマ部門）は『ブルータリスト』が受賞[18][19]。
- 2月16日 - 第78回英国アカデミー賞が発表され、『教皇選挙』が作品賞・英国作品賞・脚色賞・編集賞、 『ブルータリスト』が監督賞・主演男優賞・撮影賞・作曲賞を受賞し、それぞれ4冠。『エミリア・ペレス』は非英語作品賞・助演女優賞を受賞[20][21]。
- 3月2日 - 第97回アカデミー賞[22]

### 日本
- 3月14日 - 第48回日本アカデミー賞の授賞式が東京都内で行われ、作品賞に『侍タイムスリッパー』（安田淳一監督）、主演男優賞に横浜流星、主演女優賞に河合優実がそれぞれ受賞した[23]。
- 7月27日 - 丸の内TOEIが閉館、65年の歴史に幕[24][25]。最終上映作は丸の内TOEI（1）が『動乱 第1部 海峡を渡る愛 / 第2部 雪降り止まず』（1980年）、丸の内TOEI（2）が『ONE PIECE FILM RED』（2022年）。

## 各国の映画
en:Category:Lists of 2025 films by country（国別の、2025年公開の映画作品）
日本公開映画

## 死去
| 日付 | 日付 | 名前                       | 出身国               | 年齢       | 職業 |
| 1月  | 3日  | 岸野佑香                   | 日本の旗             | 81         | 女優 |
| 1月  | 4日  | エミリオ・エチェバリア     | メキシコの旗         | 80         | 俳優 |
| 1月  | 5日  | 李恢成                     | 大韓民国の旗         | 89         | 小説家 1984年劇団ひまわり制作映画『伽倻子のために』（監督：小栗康平）の原作者 |
| 1月  | 11日 | 三浦洸一                   | 日本の旗             | 97         | 歌手 俳優として1956年宝塚映画『唄祭けんか道中』、1958年日活映画『哀愁の高速道路』などに出演した経歴を持つ |
| 1月  | 13日 | 山田火砂子                 | 日本の旗             | 92         | 映画監督 |
| 1月  | 14日 | 西園寺章雄                 | 日本の旗             | 77         | 俳優 |
| 1月  | 15日 | ヤノット・シュワルツ       | フランスの旗         | 85         | 映画監督 |
| 1月  | 15日 | デイヴィッド・リンチ       | アメリカ合衆国の旗   | 78         | 映画監督、テレビドラマ演出家、脚本家 |
| 1月  | 16日 | 上田正治                   | 日本の旗             | 87         | 撮影監督 |
| 1月  | 16日 | ジョーン・プロウライト     | イギリスの旗         | 95         | 女優 |
| 1月  | 17日 | ジャン・シェパード         | アメリカ合衆国の旗   | 96         | 女優 |
| 1月  | 18日 | アイ・ジョージ             | 日本の旗             | 91         | 歌手 自伝映画『アイ・ジョージ物語 太陽の子』（1962年、東映）などに出演した経歴を持つ |
| 1月  | 26日 | 西山正啓                   | 日本の旗             | 77         | 記録映画作家 |
| 1月  | 26日 | 川辺久造                   | 日本の旗             | 95         | 俳優、声優 |
| 1月  | 29日 | 下條アトム                 | 日本の旗             | 78         | 俳優、声優、ナレーター |
| 1月  | 30日 | マリアンヌ・フェイスフル   | イギリスの旗         | 78         | 女優、歌手 |
| 2月  | 2日  | 徐熙媛（バービィー・スー） | 中華民国の旗         | 48         | 女優、タレント |
| 2月  | 16日 | キム・セロン               | 大韓民国の旗         | 24         | 女優 |
| 2月  | 25日 | ロベルト・オーチー         | メキシコの旗         | 51         | 脚本家 |
| 2月  | 26日 | ミシェル・トラクテンバーグ | アメリカ合衆国の旗   | 39         | 女優 |
| 2月  | 26日 | ジーン・ハックマン         | アメリカ合衆国の旗   | 95         | 俳優 |
| 2月  | 26日 | 国弘よう子                 | 日本の旗             | 没年齢不詳 | 映画評論家、ラジオパーソナリティ、女優 |
| 2月  | 28日 | 曽野綾子                   | 日本の旗             | 93         | 小説家、随筆家 1967年大映映画『砂糖菓子が壊れるとき』原作者 |
| 3月  | 1日  | みのもんた                 | 日本の旗             | 80         | フリーアナウンサー、ナレーター 1985年松竹映画『必殺! ブラウン館の怪物たち』でナレーションを担当した経歴を持つ |
| 3月  | 10日 | スタンリー・R・ジャッフェ  | アメリカ合衆国の旗   | 84         | 映画プロデューサー |
| 3月  | 11日 | クライヴ・レヴィル         | ニュージーランドの旗 | 94         | 俳優 |
| 3月  | 11日 | いしだあゆみ               | 日本の旗             | 76         | 歌手、女優、タレント |
| 3月  | 12日 | 稲垣隆史                   | 日本の旗             | 87         | 俳優、声優 |
| 3月  | 13日 | ソフィア・グバイドゥーリナ | ／                   | 93         | 作曲家 2013年イタリア映画『楽園からの旅人』の劇伴音楽を担当した経歴を持つ |
| 3月  | 15日 | ウィングス・ハウザー       | アメリカ合衆国の旗   | 78         | 俳優、脚本家、映画監督 |
| 3月  | 17日 | 佐藤秀光                   | 日本の旗             | 73         | ミュージシャン、ドラマー 1976年東映映画『暴力教室』にロックバンド「クールス」のメンバーとして出演した経歴を持つ |
| 3月  | 18日 | 川浪葉子                   | 日本の旗             | 67         | 声優、ナレーター |
| 3月  | 24日 | 森まさあき                 | 日本の旗             | 69         | アニメーター 2005年桜映画社制作人形アニメーション映画『死者の書』にメインアニメーターとして参加した経歴を持つ |
| 3月  | 25日 | 篠田正浩                   | 日本の旗             | 94         | 映画監督、脚本家 |
| 3月  | 29日 | リチャード・チェンバレン   | アメリカ合衆国の旗   | 90         | 俳優 |
| 4月  | 1日  | ヴァル・キルマー           | アメリカ合衆国の旗   | 65         | 俳優 |
| 4月  | 10日 | テッド・コッチェフ         | カナダの旗           | 94         | 映画監督 |
| 4月  | 13日 | ジーン・マーシュ           | イギリスの旗         | 90         | 女優 |
| 4月  | 15日 | 城山堅                     | 日本の旗             | 92         | 声優、俳優 |
| 4月  | 17日 | 板垣瑞生                   | 日本の旗             | 24         | 俳優、タレント |
| 4月  | 18日 | 山口崇                     | 日本の旗             | 88         | 俳優 |
| 4月  | 23日 | 大宮エリー                 | 日本の旗             | 49         | 芸術家、脚本家 2006年リトル・モア配給映画『海でのはなし。』にて監督・脚本を務めた |
| 4月  | 24日 | 入江杏子                   | 日本の旗             | 97         | 女優 |
| 5月  | 7日  | ジョー・ドン・ベイカー     | アメリカ合衆国の旗   | 89         | 俳優 |
| 5月  | 10日 | エディ藩                   | [ 注 3 ]             | 77         | 歌手、ギタリスト 1975年の日活映画『東京エマニエル夫人』の劇伴音楽を担当。ロックバンド「ザ・ゴールデン・カップス」のメンバーとして、同バンドの2004年のドキュメンタリー映画『ザ・ゴールデン・カップス ワンモアタイム』に出演するなどした |
| 5月  | 13日 | 石井敏郎                   | 日本の旗             | 92         | 俳優、声優、政治家 |
| 5月  | 20日 | ジョージ・ウェント         | アメリカ合衆国の旗   | 76         | 俳優 |
| 5月  | 21日 | 沢竜二                     | 日本の旗             | 89         | 俳優 |
| 5月  | 30日 | ロレッタ・スウィット       | アメリカ合衆国の旗   | 87         | 女優 |
| 6月  | 3日  | 長嶋茂雄                   | 日本の旗             | 89         | 元プロ野球選手、野球指導者 1964年の東宝映画『ミスター・ジャイアンツ 勝利の旗』にて自ら主演を務める |
| 6月  | 9日  | フレデリック・フォーサイス | イギリスの旗         | 86         | 作家 1973年公開の映画『ジャッカルの日』原作者 |
| 6月  | 9日  | 石森史郎                   | 日本の旗             | 93         | 脚本家 |
| 6月  | 10日 | ハリス・ユーリン           | アメリカ合衆国の旗   | 87         | 俳優 |
| 6月  | 11日 | 斎藤歩                     | 日本の旗             | 60         | 俳優、劇作家、演出家 |
| 6月  | 12日 | 藤村志保                   | 日本の旗             | 86         | 女優 |
| 6月  | 12日 | 武田一成                   | 日本の旗             | 94         | 映画監督 |
| 6月  | 14日 | ジェームス三木             | [ 注 4 ]             | 91         | 脚本家 |
| 6月  | 18日 | 栗山富夫                   | 日本の旗             | 84         | 映画監督 |
| 6月  | 19日 | 堀越謙三                   | 日本の旗             | 80         | 映画プロデューサー |
| 6月  | 23日 | レア・マッサリ             | イタリアの旗         | 93         | 女優 |
| 6月  | 26日 | ラロ・シフリン             | アルゼンチンの旗     | 93         | 作曲家 テレビドラマ『スパイ大作戦』及び映画『ミッション:インポッシブルシリーズ』、映画『燃えよドラゴン』のテーマ曲を作曲 |
| 7月  | 2日  | ジュリアン・マクマホン     | オーストラリアの旗   | 56         | 俳優 |
| 7月  | 3日  | マイケル・マドセン         | アメリカ合衆国の旗   | 67         | 俳優 |
| 7月  | 3日  | 遠野なぎこ                 | 日本の旗             | 47         | 俳優 |
| 7月  | 9日  | 和泉雅子                   | 日本の旗             | 77         | 俳優、冒険家 |
| 7月  | 12日 | レネ・カービー             | アメリカ合衆国の旗   | 70         | 俳優 |
| 7月  | 12日 | 中山麻理                   | 日本の旗             | 77         | 俳優 |
| 7月  | 16日 | コニー・フランシス         | アメリカ合衆国の旗   | 87         | 歌手 俳優としても活動し、1960年のアメリカ合衆国映画『ボーイハント』などに出演した経歴を持つ |
| 7月  | 22日 | 上條恒彦                   | 日本の旗             | 85         | 歌手、俳優、声優 |
| 7月  | 22日 | オジー・オズボーン         | イングランドの旗     | 76         | ヘヴィ・メタルシンガー 自身を題材としたドキュメンタリー映画『ランディ・ローズ』などの作品を世に遺す |
| 7月  | 23日 | 皆川おさむ                 | 日本の旗             | 62         | 歌手、子役 子役時代に1969年松竹映画『チンチン55号!出発進行』などに出演した経歴を持つ |
| 7月  | 24日 | ハルク・ホーガン           | アメリカ合衆国の旗   | 71         | プロレスラー 俳優としても活動し、1982年のアメリカ合衆国映画『ロッキー3』などに出演した経歴を持つ |
| 7月  | 29日 | アロン・アブトゥブール     | イスラエルの旗       | 60         | 俳優 |
| 8月  | 1日  | 関根明子                   | 日本の旗             | 65         | 声優、ナレーター |
| 8月  | 1日  | ジョナサン・カプラン       | アメリカ合衆国の旗   | 77         | 映画監督、映画プロデューサー |
| 8月  | 3日  | ロニ・アンダーソン         | アメリカ合衆国の旗   | 80         | 俳優 |
| 8月  | 5日  | 亀山忍                     | 日本の旗             | 56         | 俳優、タレント |
| 8月  | 13日 | 櫻井智                     | 日本の旗             | 53         | 声優、歌手、俳優 |
| 8月  | 17日 | テレンス・スタンプ         | イギリスの旗         | 87         | 俳優 |